# Vesuviana Mobilità
Vesuviana Mobilità srl era un'azienda italiana di trasporti e gestione sosta a pagamento, alla quale partecipavano Anm, CTP e Circumvesuviana s.r.l.
Gestiva, tra l'altro, le linee turistiche tra Napoli e il Vesuvio e il servizio locale nei comuni di Portici, Brusciano, Pomigliano d'Arco, San Giorgio a Cremano, Torre del Greco e San Sebastiano al Vesuvio.
Dal 2009 è confluita in EAVBUS. (EAV)